# Осипенко (Калининградская область)
Осипенко (до 1928 — Адлиг Погриммен (нем. Adlig Pogrimmen), до 1938 — Погриммен (нем. Pogrimmen), до 1946 — Гриммен (нем. Grimmen)) — посёлок в Озёрском городском округе Калининградской области России. До 2014 года входил в состав Гавриловского сельского поселения.

## География
Находится в южной части полуэксклава, в зоне хвойно-широколиственных лесов, в пределах Виштынецкой возвышенности. 
Рядом с посёлком протекает река Вика.

### Климат
Климат характеризуется как переходный от морского к умеренно континентальному. Среднегодовая температура воздуха — 7,7 °C. Средняя температура воздуха самого холодного месяца (января) — −2,9 °C (абсолютный минимум — −35 °C); самого тёплого месяца (июля) — 18,7 °C (абсолютный максимум — 36 °C). Годовое количество атмосферных осадков — 775 мм, из которых большая часть выпадает в тёплый период.

## История
В 1874 года помесье Адлиг Погриммен вошло в состав недавно образованного административного округа Вильгельмсберг в округе Даркемен Восточной Пруссии. В 1910 году в посёлке проживало 158 жителей. В 1928 году поместье Адлиг Погриммен было объединено с соседний общиной Кёниглих Погриммен и образована новая сельская община Погриммен. В 1933 году в объединенной общине проживало 260 человек, в 1939 году - 262 человека. В 1938 году Погриммен получил новое политически-идеологически выдержанное название Гриммен.
После Второй мировой войны в ноябре 1947 года бывшие населенные пункты Адлиг Погриммен и Кёниглих Погриммен снова получили самостоятельные русские названия Осипенко и Псковское соответственно. В то же время Осипенко было отнесено к Багратионовскому сельскому совету Озерского района. С 2008 по 2014 год Осипенко входило в состав Гавриловского сельского поселения. 
На территории посёлка захоронены 81 военнослужащий Русской императорской армии, павшие в ходе боевых действий Первой мировой войны.

## Население
| 1910 | 1933 | 1939 | 2002 | 2010 |
| ---- | ---- | ---- | ---- | ---- |
| 158  | ↗260 | ↗262 | ↘23  | ↘19  |

## Инфраструктура
Личное подсобное хозяйство с зоной сельскохозяйственного использования, индивидуальная застройка усадебного типа.